# Digital Photo Professional
Digital Photo Professional (DPP) és el programari que Canon llança al costat de les seves càmeres digitals SLR (i algunes de les seves compactes com, per exemple, la Canon PowerShop S90) per a editar i gestionar els articles dels seus arxius d'imatges RAW (.CR2). També pot funcionar amb alguns dels antics formats .CRW d'alguns models, i també amb JPEG i TIFF de qualsevol font. La versió completa ve en un CD amb la càmera, i les actualitzacions poden ser descarregades des del lloc web de Canon. Encara que Digital Photo Professional oficialment només té suport per Windows i Mac, és possible fer funcionar aquest programa en sistemes operatius de Linux usant el programa Wine.

## Eines d'edició
Les eines bàsiques d'edició de DPP inclouen la lluentor, el balanç de colors blancs i l'ajustament de l'estil d'imatges, a més dels ajustaments de contrast, saturació i claredat de la imatge. També hi ha una eina que redueix el soroll i que té eines separades per a la luminància i el soroll de crominància. L'eina d'aberració de la lent pot ser usada per a corregir els efectes de les imperfeccions de la lent física, com la il·luminació perifèrica, distorsió i aberració cromàtica. L'eina d'aberració només funciona en arxius RAW que van ser realitzats amb càmeres i lents compatibles.